# Lynn Bertholet
Lynn Bertholet, née le 14 juillet 1959 à Lausanne (originaire de Rougemont), est une femme trans suisse. Administratrice de sociétés, juge laïque aux prud'hommes et présidente de l’association ÉPICÈNE basée à Genève dont l’objectif est d'accueillir et soutenir toute personne confrontée à la thématique du genre, elle a été professeure, cadre bancaire et photo-modèle.

## Biographie

### Enfance
Vivant depuis sa naissance dans le corps de celui qu’elle appelle son « jumeau », Lynn Bertholet grandit, étudie et mène son début de carrière sous le prénom de Pierre-André,,,. Sa vraie identité apparaît dès la prime enfance avec l’envie de porter des robes et de jouer avec les poupées de sa sœur,. Adolescente, elle vit difficilement les changements que la puberté impose à son corps,.

### Études
Son père veut qu’elle devienne ingénieur. Elle accepte ainsi contre son gré d’étudier la physique deux ans à l’EPFL. Elle décide en 1979 de suivre sa propre voie en s’inscrivant à HEC Lausanne, dont elle obtient le Master en économie politique en 1983 couronné par le prix du Crédit Suisse pour les meilleurs résultats obtenus sur le cursus complet. Son père, contrarié par sa décision, lui a pourtant coupé les vivres. Elle a donc dû financer elle-même ses études en travaillant comme chauffeur de taxi durant la nuit,. En 1994, elle complète ses études par le diplôme de « Program for Executive » décerné par l’IMD business school. En 2019, elle poursuit son parcours en suivant un cursus de formation — sur les diversités et l’inclusion — couronné par l’obtention d’un certificat en « Leadership for Executive LGBT » octroyé par la Stanford Graduate School of Business.

### Carrière professionnelle
Après l’obtention de son Master, elle intègre l’UBS à Genève où elle travaille dans le secteur des crédits immobiliers et aux entreprises. Après un court passage en tant que secrétaire patronale à la FER Genève, elle rejoint en 1989 la Caisse d’épargne de la République et canton de Genève, institution qui fusionne plus tard avec la Banque hypothécaire, devenant ainsi la Banque cantonale de Genève (BCGE). Elle participe au processus de fusion en tant que cheffe de projet faisant partie du comité de pilotage de l’opération. Elle poursuit ensuite sa carrière à la BCGE où elle dirige le département intitulé « Affaires immobilières et entreprises de la construction » jusqu'en 2002.
De 2002 à 2007, elle enseigne à la Haute école de gestion de Genève et œuvre à la création en 2003 du Certificat de formation continue en Compliance Management de l’université de Genève,, certificat dont elle assure la codirection jusqu’à fin 2006 et dont elle est membre du comité de direction jusqu’à la fin de 2015. Elle enseigne dans ce programme de 2003 à fin 2019. De 2011 à 2020, elle est directrice-adjointe d’une banque privée genevoise,,, d'abord chargée des risques transfrontières puis membre du US Program Team. Parallèlement, elle est également membre du comité scientifique de l’Institut supérieur de formation bancaire (ISFB), fonctions que Lynn Bertholet poursuit sous sa véritable identité depuis sa transition survenue le 19 octobre 2015, une date-clé qu’elle assigne à sa « seconde naissance ».
De 2019 à 2021, elle est membre du conseil d’administration et trésorière d’Égides — Alliance internationale francophone pour l’égalité et les diversités — basée à Montréal et fondée par le gouvernement du Québec.
Lynn Bertholet est aujourd'hui administratice-déléguée de la Caisse publique de prêts sur gages du canton de Genève, membre du conseil de fondation de CAP Prévoyance ainsi que de sa commission de placement, juge conciliatrice-assesseure au Tribunal des Prud'Hommes de Genève et présidente d'ÉPICÈNE.
Durant sa vie professionnelle, Lynn Bertholet s'engage aussi dans le monde associatif en tant que sociétaire, puis président du Lion's Club de Coppet, en guidant des personnes malvoyantes à ski comme guide au Groupement romand des skieurs aveugles et amblyopes et en fondant en 2008 avec son père l'association Luklass en faveur des enfants de la vallée du Khumbu au Népal.

### Vie politique
De 2020 à la fin 2023, Lynn Bertholet est membre du parti écologiste suisse, section du canton de Genève.  Elle est élue au comité du parti cantonal le 21 mai 2022 et démissionne le 18 décembre 2023, date à laquelle elle quitte le monde politique lui préférant la vie associative. Elle est candidate non-élue au Grand Conseil du canton de Genève le 2 avril 2023 avec 10'536 voix, et au Conseil National le 22 octobre 2023 avec 11'383 voix. Sa campagne au Conseil national est relatée dans un reportage multi-média du journaliste Amit Juillard de Blick.

### ÉPICÈNE
Lynn Bertholet est  la première femme transgenre à Genève à obtenir de nouveaux papiers d’identité en 2015 sans avoir subi une chirurgie de réassignation,,,, un événement encore rare en Suisse à l’époque. Après deux années de procédure judiciaire acharnée, elle parvient également à contraindre sa caisse maladie — le Groupe mutuel — à prendre intégralement en charge le coût de sa chirurgie de féminisation faciale et d'implantation mammaire qu’elle considère comme ayant représenté la plus importante étape de sa transition médicale. Cette victoire l’amène dès lors à militer en faveur d’une meilleure intégration — médicale, familiale et sociale — de la transidentité, tant en Suisse que dans les pays francophones et de par le monde.

La restauration accomplie de son identité originelle l’amène cependant à devoir relever un défi supplémentaire,  qu’un hebdomadaire suisse alémanique relève dans son édition du 8 mars 2019 : 

« Les femmes sont confrontées à un destin plus complexe que celui des hommes, déclare Lynn Bertholet qui, née dans le mauvais corps, a dû souffrir le martyre durant plus d’un demi-siècle. En effet, ce n’est qu’arrivée à l'âge de 56 ans qu’elle « ose » enfin afficher aux yeux du monde le visage qu’elle sait lui correspondre intimement : celui d’une femme. Depuis lors, libérée de ses entraves, elle se livre désormais à une bataille inédite visant à faire valoir pleinement ses droits au regard de sa condition féminine nouvellement acquise. »

Dès le début de son parcours personnel, elle œuvre activement en faveur d’une reconnaissance facilitée — officialisée et étatisée — de la transidentité qui ne soit plus subordonnée à d’éventuels évaluations ou traitements médicaux ni à des démarches harassantes,. En effet, de telles étapes, selon elle, se montreraient inappropriées. Elle considère de surcroit que de telles démarches se révéleraient le plus souvent hasardeuses et discriminantes — voire stigmatisantes — quand elles confrontent le·la requérant·e à des professionnels insuffisamment formés à la notion de transidentité. Son expérience et son parcours personnels l’amènent à affirmer que les conséquences implicites qui en découlent reposent principalement sur l’incompétence de moult prétendus « spécialistes » aléatoirement mandatés à cet effet. Conséquemment, leurs conclusions et « verdicts » arbitraires — qu’ils émettent la plupart du temps de manière approximative voire erronée — les rendraient de facto inaptes à se prononcer en connaissance de cause au regard de critères spécifiques induisant la prise de décisions cruciales,,,,. Sa participation en janvier 2016 à l'émission Vacarme de la RTS lui permet de rencontrer la conseillère aux État Liliane Maury Pasquier qui dépose peu après l'interpellation 17.3032 adressée au Conseil Fédéral.  Cette interpellation débouche sur la procédure facilitée de changement de sexe à l'État civil en vigueur depuis le 1er janvier 2022 en Suisse.
Forte de ce qui précède, Lynn Bertholet fonde, avec 3 autres personnes transgenres et une avocate, l'association ÉPICÈNE en août 2018,,,.
En septembre 2020, sous son impulsion et sa codirection, l’institution précitée publie un ouvrage — TRANS* — dont le contenu relate le parcours réhabilitateur et reconstructeur de 46 personnalités confrontées à l’archétype de la transidentité,,,,,,.
En octobre 2022, ÉPICÈNE organise à l'université de Genève le premier colloque international sur la santé des personnes trans* de Suisse,,. En 2023, en partenariat avec l'Association Suisse des Physiothérapeutes spécialisés en Uro-Gynécologie et Pelvi-Périnéologie, ÉPICÈNE organise la première formation de Suisse destinée à des professionnels de la santé dont la journée pratique, réservée aux physiothérapeutes spécialistes du plancher pelvien, permet de traiter directement des patients concernés.
En plus de son propre site Internet, ÉPICÈNE gère aussi le site www.sante-trans.org sur lequel 1'323 personnes ont signé l'appel en faveur de l'approche transaffirmative. 
Lynn Bertholet fait également partie de la commission consultative sur les thématiques liées à l’orientation sexuelle, l’identité de genre, l’expression de genre et les caractéristiques sexuelles du canton de Genève, ainsi que de ses sous-commissions de la santé et de la prévention.

## Médias

### Interventions télévisées
- Darius Rochebin, « Changement de sexe : interview de Lynn Bertholet, membre du comité de l’Association "360°" », 19h30, Radio télévision suisse,‎ 24 mai 2018 (lire en ligne [vidéo])

- Jérémy Seydoux, Valentin Emery, « Geneva Show avec Lynn Bertholet, présidente de l’association ÉPICÈNE », Geneva Show, Léman bleu,‎ 28 juin 2019 (lire en ligne [vidéo])

- « Lynn, transgenre et libre d’être belle », L’Illustré,‎ 5 août 2019 (lire en ligne [vidéo])

- Darius Rochebin, « Lynn Bertholet: "Ce sont des vies qui vont être sauvées" », 19h30, Radio télévision suisse,‎ 16 décembre 2019 (lire en ligne [vidéo])

- Faustine Bollaert, « Ils ont caché qui ils étaient vraiment », Ça commence aujourd’hui, France 2 « Vivre dans le mensonge »,‎ 27 décembre 2019 (lire en ligne [vidéo])

- Darius Rochebin, « Lynn Bertholet », Pardonnez-moi, Radio télévision suisse,‎ 14 juin 2020 (lire en ligne [vidéo])

- « Reliefs : Lynn Bertholet, présidente de l’association ÉPICÈNE, expose la situation des personnes transgenres », 12h45, Radio télévision suisse,‎ 5 janvier 2021 (lire en ligne [vidéo])

- Émilie Spierer, Dafina Gervalla, Fanny Lelong, Jochen Bechler, « Trans-Identité : une rencontre avec soi-même », Faut pas croire, Radio télévision suisse,‎ 23 janvier 2021 (résumé, lire en ligne [vidéo])« Reportage télévisé suivi — à partir du minutage 10:40 — d’un débat entre Lynn Bertholet, Caroline Dayer et la journaliste Linn Levy. Production : Cyril Dépraz. »

- « "Deviens ce que tu es" : les transgenres s'affirment », Journal télévisé, Grand Angle, TV5 Monde Info Direct,‎ 31 mars 2021 (lire en ligne [vidéo]). Intervention de Lynn Bertholet aux côtés de Marie Cau.

- Delphine Mistelli, Vanessa Schweize, Joëlle Aerni, Nicolas Binggeli, Roland Joseph, « Transidentité et santé », 36.9°, Radio télévision suisse,‎ 12 janvier 2022 (lire en ligne [vidéo]). À partir du minutage 22:26.
- Philippe Verdier, « Pourquoi Lynn Bertholet vise Berne », Actualités, Léman Bleu,‎ 11 août 2022 (lire en ligne [vidéo])
- « Lynn Bertholet, présidente de l’association "ÉPICÈNE", parle du colloque international consacré à la santé des personnes transgenres qui a démarré mercredi à Genève », 12h45,‎ 5 octobre 2022 (lire en ligne [vidéo])
- Lætitia Guinand, « Femmes et LGBTQIA+ : Le Backlash ? », Le PoinG, Léman Bleu,‎ 7 juin 2023 (lire en ligne [vidéo])
- « Droit de réponse de Lynn Bertholet », Poncet en liberté, Léman Bleu,‎ 23 septembre 2023 (lire en ligne [vidéo])
- Lætitia Guinand, « Le grand retour du mâle ? », Le poinG, Léman Bleu,‎ 22 novembre 2023 (lire en ligne [vidéo])

### Interventions radiophoniques
- « Transgenre: un parcours de combattants », Vacarme, Radio télévision suisse,‎ 18 au 22 janvier 2016 (lire en ligne [audio])

- « Pour la première fois, Lynn Bertholet, mannequin, rencontre le chanteur Kadebostany »  (ill. Sébastien Blanc), Premier rendez-vous, Radio télévision suisse,‎ 26 mars 2018 (lire en ligne [audio])

- « Si j’étais élue - Lynn Bertholet, fondatrice de l’association ÉPICÈNE », La Matinale 5h – 6h30, Radio télévision suisse,‎ 4 mars 2019 (lire en ligne [audio])

- « Lynn Bertholet, top-modèle transgenre et… Crapaud Fou »  (ill. Tristan Miquel), Crapaud fou, Radio télévision suisse,‎ 8 août 2019 (lire en ligne [audio])

« Lynn Bertholet : Toute une vie pour gagner son identité... », La Matinale, RFJ : Radio fréquence Jura,‎ 20 septembre 2019 (lire en ligne [audio])
- « Lynn Bertholet et Anne Carecchio se rencontrent pour la première fois. En nouvelle diffusion »  (ill. Pauline Vrolixs), Premier rendez-vous, Radio télévision suisse,‎ 15 novembre 2020 (lire en ligne [audio])

- (it) « TRANS*: un libro e 46 storie di resilienza : Storie di persone transgender in Svizzera, raccolte in un libro fotografico », Radiotelevisione svizzera di lingua italiana,‎ 20 janvier 2021 (lire en ligne [audio])
- « Lynn Bertholet, présidente de lʹassociation ÉPICÈNE », Drôle d'époque,‎ 20 juin 2022 (lire en ligne [audio])
- « Le grand débat - Quelle place pour les transgenres dans le sport? », Forum,‎ 22 juin 2022 (lire en ligne [audio])
  - Débat entre la sprinteuse lausannoise Sarah Atcho, Martial Saugy, ancien directeur du Laboratoire suisse d'analyse du dopage, Lynn Bertholet, présidente de l'association Epicène, et Caroline Reymond, journaliste au sein de la rubrique sportive